# Стенлі Хо
Стенлі Хо (англ. Stanley Ho Hung-sun, 25 листопада 1921 року — 26 травня 2020) — був бізнесменом-мільярдером з Гонконгу. Його першим прізвищем було Босман, яке згодом було китаїзовано до 何 (Хо). Мав голландсько-єврейське, англійське та китайське коріння. Його прапрапрадідом був Томас Ротвелл з Карлайла, Англія, прабабусею — Люсі Шуй Чой Ло, наймолодша дочка Томаса. Він був засновником і головою SJM Holdings, якій належить 19 казино в Макао, включаючи Grand Lisboa.
Хо називали Хрещеним батьком та Королем азартних ігор через надану урядом Макао монополію, якою він володів 75 років. Його статки після смерті поділили між собою донька Пенсі Хо (5,3 млрд $), що є власницею MGM Macao, четверта дружина, Анжела Леонг (4,1 млрд $) керівний директор SJM Holdings, і син Лоренс Хо (2,6 млрд $) який є власником City of Dreams.
Хо був засновником і головою Shun Tak Holdings, завдяки чому він володів багатьма підприємствами зі сфери розваг, туризму, судноплавства, нерухомости, банківської сфери та авіації. В його бізнесі задіяно майже чверть робочої сили Макао. Крім Гонконгу та Макао, він також інвестував у КНР, Португалію, Північну Корею, де керував казино, В'єтнам, Філіппіни, Мозамбік, Індонезію та Східний Тимор.
Наміри та дії Стенлі значно вплинули на розвиток Гонконгу. Він брав участь у судових справах проти сестри, Вінні Хо, щодо права власності на казино Макао. Перенісши інсульт в липні 2009 року, тривалий період одужував. З 2010 року поступово почав передачу своєї фінансової імперії різним дружинам і дітям. Хо помер 26 травня 2020 року в гонконгському санаторії.

## Ранні роки
Прапрадід Стенлі, Чарльз Генрі Моріс Босман (1839—1892) мав голландсько-єврейське коріння, його китайська дружина Сей Тай (施 娣) була родом з Баоану (нинішній Шеньчжень і Гонконг). Його прадід, Хо Фук (何 福), брат великого торгівця Роберта Хо Тунга. Хо був дев'ятим із тринадцяти дітей Хо-Сай-куонга (何世光).

### Освіта
Хо навчався в Королівському коледжі Гонконгу, де навчався доволі посередньо. Однак згодом він отримав стипендію в університеті Гонконгу. Він став першим студентом класу D (для учнів, що вчилися погано), який отримав таку стипендію. Він перервав навчання в університеті 1942 року, через Другу світову війну.

### Кар'єра

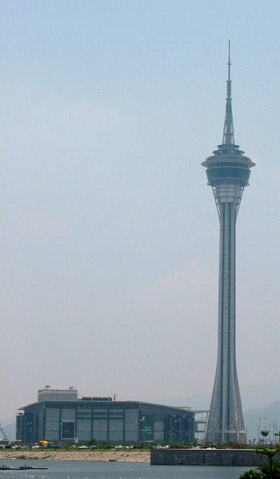
Башта Макао

Хо почав працювати в японській імпортно-експортній фірмі в Макао. Першим великим досягненням Хо стало трансопртування товарів через китайський кордон з Макао під час Другої світової війни. 1943 року він створив гасову та будівельну компанії за власні кошти.
Хо разом із партнерами, серед яких гонконгський магнат Генрі Фок, гравець з Макао Іп Хон та Тедді Іп, подавали заявки на франшизи Макао. Уряд розраховував на розвиток туризму та інфраструктури, тому група бізнесменів отримала ліцензію на ігровий монополізм Макао 1961 року перемігши давніх власників казино з Макао, сімейство Фу, заплативши 17.000 патак. 1961 року компанію було перейменовано на Sociedade de Turismo e Diversões de Macau, SARL (STDM). Бізнес почав приносити надприбутки, найуспішнішим був його флагманський заклад, казино Casino Lisboa, де згодом відкрили готель, що став відомим у всьому світі. 1961-го Хо також створив Shun Tak Holdings Ltd, який почав торгуватися на фондовій біржі Гонконгу. Через дочірню компанію TurboJET вона володіє одним з найбільших світових флотів швидкісних реактивних літаків, які здійснюють перевезення пасажирів між Гонконгом та Макао.
Інвестиції Хо в Макао були різноманітними. 1989 року, після того, як STDM повністю взяв під контроль Жокейний клуб Макао, Хо став його головою та головним виконавчим директором. 1998 року Хо став першим живим жителем Макао, іменем якого було названо місцеву вулицю. Він також запустив першу в Азії футбольну та баскетбольну лотерею під назвою SLOT.
Канадський уряд вважав Хо пов'язаним з тріадою Кунг-Лок (китайська мафія) та з «кількома незаконними діями» в період 1999—2002 років. Про можливі зв'язки Хо з китайською організованою злочинністю повідомив відділ з питань ігор з Нью-Джерсі, посилаючись на комітет Сенату США та кілька урядових установ, коли держава розслідувала його зв'язки з американським оператором казино MGM Mirage.

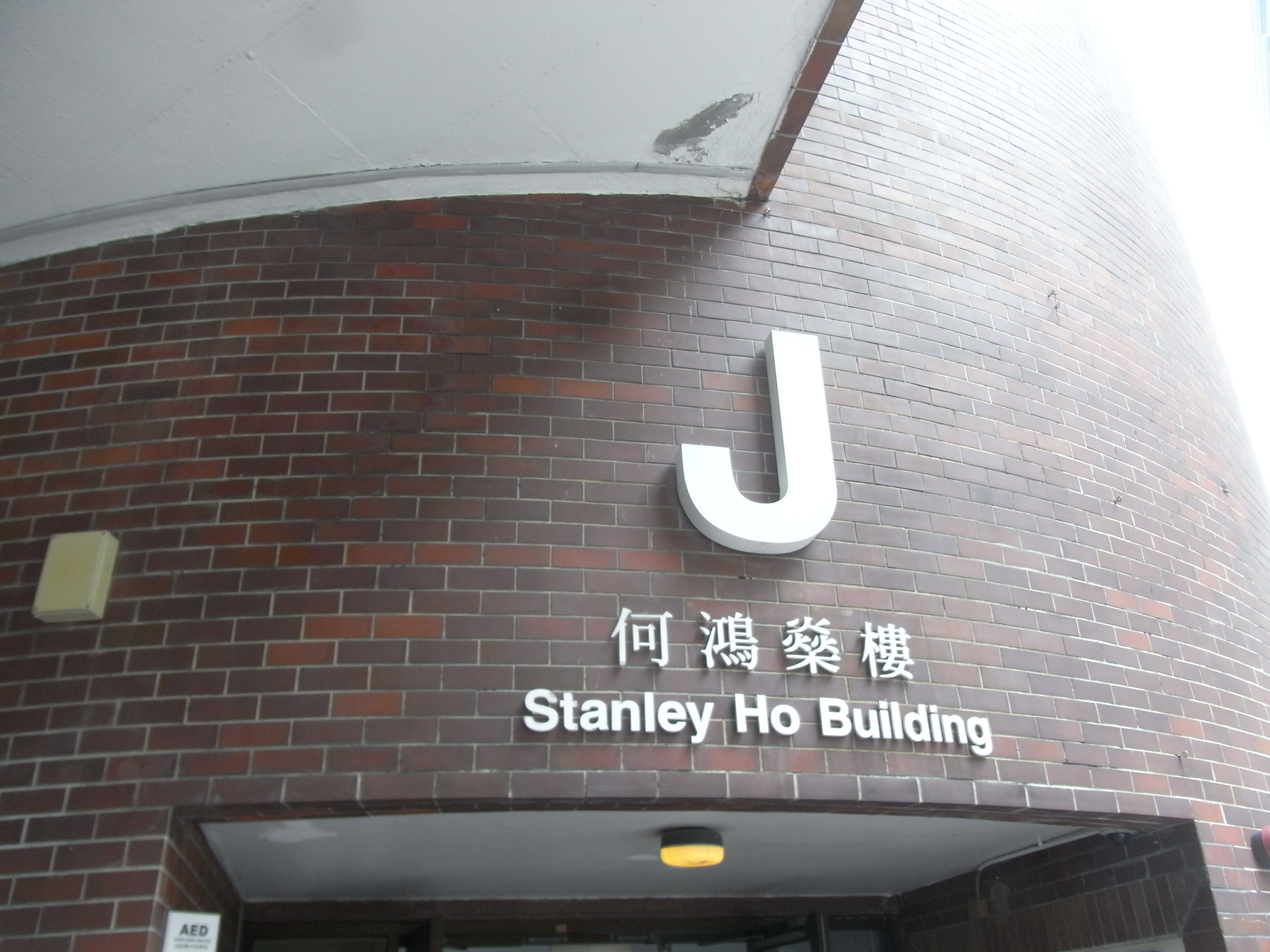
Будівля Стенлі Хо, Гонконгський політехнічний університет

### Політика
1987 року Португалія повернула Макао до КНР 1999 року. Хо брав участь у спільному дорадчому комітеті. Він був членом постійного комітету 9-го Національного комітету Китайської народної політичної консультативної конференції.

## Сім'я
Хо мав 17 дітей від чотирьох жінок. Хо називав всіх матерів своїх дітей своїми дружинами. Полігамія залишалася легальною в Гонконзі до 1971 року.
1942 року Хо одружився з Клементиною Анжелою Лейтао з престижної португальської родини Leitão (кит.: 黎登) — її прадід був адвокатом і єдиним нотаріусом Макао на той час. Вони мали чотирьох дітей. 1973 року Лейтао потрапила до ДТП та частково втратила пам'ять. 1981 року син Хо та Лейтао Роберт та невістка Сукі Потьє загинули в автокатастрофі. Клементина Лейтао Хо померла 2004 року та була похована на кладовищі Св. Михаїла Архангела (порт.: Cemitério São Miguel Arcanjo).
В кінці 50-х років Хо зустрів свою першу коханку, Лучіну Азул Жан Ін Ньє Лаам Кінг-Ін. Цей союз був законним того часу в Макао та Гонконзі. Від стосунків народилось п'ятеро дітей, включаючи дочок Дейзі Хо, що отримала від Хо права на керування SJM, та Пенсі Хо, 50 % партнерка MGM Macao, син Лоуренс Хо, генеральний директор компанії Melco Crown Entertainment Ltd, іншої казино-компанії, та Джозі Хо (何超儀), рок-співачка та акторка. Сім'я Лучіна живе в Канаді.
Іна Чан стала коханкою Хо 1985 року. Цей союз не є законним ні в Гонконзі, ні в Макао. Дружина Хо Клементіна Лейтао потребувала постійної медичної допомоги після аварії, а Інна Чан була однією з медсестер, які доглядали за Лейтао. Хо і Чан мають трьох дітей: Лаурінда Хо, Флорінда Хо та Орландо Хо.
З 1988 Хо мав іншу коханку, Анжелу Леонг Он-кей, з якою він мав чотирьох дітей, вона була його інструкторкою з танців. Діти Хо та Леонга — це Сабрина Хо, Арнальдо Хо, Маріо Хо та Еліс Хо. Леонг є членкинею Законодавчих зборів у Макао.
Після смерті Стенлі Пенсі Хо подала позов щодо майна свого батька, так само зробили її сестра Дебора Хо і двоюрідний брат Майкл Хотунг (відомий як Мак Шун Мін, син покійної сестри Стенлі Хо, бізнесвумен Вінні Хо Юн-Кі, і її двоюрідного брата і таємного коханця, мільярдера Еріка Хотунга).
| Дружини     | Клементина Анжела Лейтао (1923—2004)                                        | Лучіна Азул Жан Ін (1943)                                       | Іна Чан (1953)                                               | Леонг Он-кей (1961)                                 |
| Діти        | Джейн Хо (1947—2014) вийшла заміж за Сіу Пак-синг                           | Пенсі Хо (нар. 1962) одружена з Джуліаном Хуей (розлучена 2001) | Флорінда Хо, (нар. 1989)                                     | Сабріна Хо (нар. 1990), одружена з Томасом Сіном    |
| Діти        | Роберт Хо (1948—1981) одружився з Мелані Сьюзан Потьє                       | Дейзі Хо (нар. 1964) одружена з Саймоном Хо                     | Лаурінда Хо (нар. 1991, близнюк), заручена з Шоном Ду        | Арналдо Хо (нар. 1993), раніше займався Жанні Чаном |
| Діти        | Анжела Хо (р. 1958) одружена з Пітером Кяером                               | Мейсі Хо (р. 1967)                                              | Орландо Хо (нар. 1991, близнюк), одружений з Ци Цзяо (齊 嬌) | Маріо Хо (р. 1995), одружений з Мін Сі              |
| Діти        | Дебора Хо (р. 1962)                                                         | Джозі Хо (р. 1974) одружена з Конроєм Чаном                     |                                                              | Аліса Хо (нар. 12 червня 1999 р.)                   |
| Діти        | Лоуренс Хо (р. 1976) одружений з Шерен Лоу                                  |                                                                 |                                                              |                                                     |
| Онуки       | Рінго Сіу — Джейн (р. 1979)                                                 | Беатріс Хо — від Дейзі (р. 1995)                                | Tittania Ho — автор Орландо (2018 р.)                        | Одрі Роуз Сінь — автор Сабріна (р. 2019)            |
| Онуки       | Фей Хо — від Роберта (р. 1975) одружений з Майклом Ентоні Іесу (розлучення) | Джилліан Хо — від Дейзі (р. 1997)                               | Дівчинка — від Орландо (р. 2019)                             | Роналду Хо — від Маріо (р. 2019)                    |
| Онуки       | Сара Хо — від Роберта (р. 1978)                                             | Хо Хой Чи — Лоуренс (2006 р.)                                   |                                                              |                                                     |
| Онуки       | Стенлі Хо-Віллерс — Анжела (р. 1987)                                        |                                                                 |                                                              |                                                     |
| Онуки       | Аріель Хо-Кьяер — Анжела (р. 1993)                                          |                                                                 |                                                              |                                                     |
| Праправнуки | Мелані Іесу — від Фей                                                       |                                                                 |                                                              |                                                     |
| Праправнуки | Мікель Іесу — від Фей                                                       |                                                                 |                                                              |                                                     |

Протягом багатьох років танці були одним з найулюбленіших захоплень Хо, він добре танцював танго, ча-ча-ча та вальс. Він часто танцював на аходах для телевізійних благодійних фондів та спонсорував численні танцювальні виступи у Гонконзі та Макао, включаючи Гонконгський фестиваль мистецтв та фестиваль мистецтв Макао, пропагуючи мистецтво танцю. Він також запросив всесвітньо відомі танцювальні колективи, такі як Національний балет Китаю, виступати у Гонконзі та Макао. Хо був меценатом Гонконгського балету, Міжнародної асоціації вчителів танцю і був стипендіатом Королівської академії танцю. Один із ряду чистокровних коней ждя перегонів, належав Хо, Віва Патака, названий на честь валюти Макао, виграв кілька найкращих гонок у Гонконгу у 2006 та 2007 роках.
В кінці липня 2009 року Хо впав у себе вдома, після чого йому робили операцію на мозку. Протягом семи місяців Хо був прикутий до ліжка, протягом цього періоду він провів єдиний виступ, 20 грудня 2009 року, коли їздив до Макао, щоб зустрітися з президентом КНР Ху Цзінтао з нагоди 10-ї річниці передачі Макао до КНР. 6 березня 2010 року Хо виписали з санаторію та лікарні Гонконгу, після чого він пересувався на інвалідному візку.

## Смерть
Хо в останні роки почувався погано, часто лежав у лікарні, перенісши інсульт 2009 року. 25 травня 2020 року Хо був у критичному стані і він помер в санаторії та лікарні Гонконгу 26 травня 2020 року. Йому було 98 років.